# Веслування на байдарках і каное на літніх Олімпійських іграх 2024 — байдарки-четвірки, 500 метрів (чоловіки)
Змагання з веслування на байдарках-четвірках на дистанції 500 м серед чоловіків на літніх Олімпійських іграх 2024 відбудуться 6 і 8 серпня на Національному олімпійському морському стадіоні Іль-де-Франс у Вер-сюр-Марні.

## Розклад
Вказано центральноєвропейський літній час (UTC+2)
Змагання відбуваються в два дні, по два раунди щодня.
| Дата          | Час         | Раунд                          |
| ------------- | ----------- | ------------------------------ |
| 6 серпня 2024 | 9:30 13:10  | Попередні запливи Чвертьфінали |
| 8 серпня 2024 | 11:50 13:50 | Півфінали Фінали               |

## Результати

### Попередні запливи
Система виходу далі: 1-2-ге місця до півфіналів, решта — до чвертьфіналів..
| Місце | Доріжка | Країна         | Час     | Нотатки |
| ----- | ------- | -------------- | ------- | ------- |
| 1     | 3       | Сербія (SRB)   | 1:20.99 | SF      |
| 2     | 5       | Угорщина (HUN) | 1:21.18 | SF      |
| 3     | 7       | Литва (LTU)    | 1:21.51 | QF      |
| 4     | 6       | Україна (UKR)  | 1:21.55 | QF      |
| 5     | 2       | Канада (CAN)   | 1:22.84 | QF      |
| 6     | 4       | Данія (DEN)    | 1:22.98 | QF      |

| Місце | Доріжка | Країна              | Час     | Нотатки |
| ----- | ------- | ------------------- | ------- | ------- |
| 1     | 5       | Німеччина (GER)     | 1:20.51 | OB, SF  |
| 2     | 4       | Іспанія (ESP)       | 1:20.60 | SF      |
| 3     | 3       | Австралія (AUS)     | 1:22.28 | QF      |
| 4     | 7       | Нова Зеландія (NZL) | 1:23.26 | QF      |
| 5     | 6       | Китай (CHN)         | 1:25.00 | QF      |

### Чвертьфінал
Система виходу далі: 1-6-те місця виходять до півфіналів, решта вибувають
| Місце | Доріжка | Країна              | Час     | Нотатки |
| ----- | ------- | ------------------- | ------- | ------- |
| 1     | 2       | Австралія (AUS)     | 1:19.39 | OB, SF  |
| 2     | 5       | Нова Зеландія (NZL) | 1:20.56 | SF      |
| 3     | 3       | Данія (DEN)         | 1:20.56 | SF      |
| 4     | 7       | Канада (CAN)        | 1:20.65 | SF      |
| 5     | 4       | Україна (UKR)       | 1:20.94 | SF      |
| 6     | 6       | Литва (LTU)         | 1:21.09 | SF      |
| 7     | 1       | Китай (CHN)         | 1:21.31 |         |

### Півфінали
Система виходу далі: 1-4-те місця виходять до фіналу, 5-те вибуває.
| Місце | Доріжка | Країна          | Час     | Нотатки |
| ----- | ------- | --------------- | ------- | ------- |
| 1     | 3       | Австралія (AUS) | 1:19.22 | OB, FA  |
| 2     | 5       | Сербія (SRB)    | 1:19.91 | FA      |
| 3     | 4       | Іспанія (ESP)   | 1:19.98 | FA      |
| 4     | 2       | Україна (UKR)   | 1:20.67 | FA      |
| 5     | 6       | Канада (CAN)    | 1:20.70 | X       |

| Місце | Доріжка | Країна              | Час     | Нотатки |
| ----- | ------- | ------------------- | ------- | ------- |
| 1     | 5       | Німеччина (GER)     | 1:20.57 | FA      |
| 2     | 4       | Угорщина (HUN)      | 1:21.07 | FA      |
| 3     | 2       | Литва (LTU)         | 1:21.27 | FA      |
| 4     | 3       | Нова Зеландія (NZL) | 1:21.73 | FA      |
| 5     | 6       | Данія (DEN)         | 1:21.88 | X       |